# Landkreis Regensburg
Landkreis Regensburg is een Landkreis in de Duitse deelstaat Beieren. De Landkreis telt 194.275 inwoners (31 december 2020) op een oppervlakte van 1.395,92 km². Het bestuur zetelt in de stad Regensburg, die als kreisfreie Stadt, zelf geen deel uitmaakt van de Landkreis.

## Indeling

Gemeenten in Regensburg

Landkreis Regensburg is verdeeld in 41 gemeenten. Drie gemeenten hebben de status stad, acht andere mogen zich Markt noemen. Regensburg omvat drie gebieden die niet gemeentelijk zijn ingedeeld. Het bestuur van de Landkreis zetelt in de stad Regensburg, die zelf echter als kreisfreie Stadt geen deel uitmaakt van de Landkreis.
| Steden 1. Hemau 2. Neutraubling 3. Wörth an der Donau | Märkte 1. Beratzhausen 2. Donaustauf 3. Kallmünz 4. Laaber 5. Lappersdorf 6. Nittendorf 7. Regenstauf 8. Schierling |

Overige gemeenten
1. Alteglofsheim
2. Altenthann
3. Aufhausen
4. Bach an der Donau
5. Barbing
6. Bernhardswald
7. Brennberg
8. Brunn
9. Deuerling
10. Duggendorf
11. Hagelstadt
12. Holzheim am Forst
13. Köfering
14. Mintraching
15. Mötzing
16. Obertraubling
17. Pentling
18. Pettendorf
19. Pfakofen
20. Pfatter
21. Pielenhofen
22. Riekofen
23. Sinzing
24. Sünching
25. Tegernheim
26. Thalmassing
27. Wenzenbach
28. Wiesent
29. Wolfsegg
30. Zeitlarn

Niet gemeentelijk ingedeeld
1. Forstmühler Forst (29,19 km²)
2. Kreuther Forst (7,76 km²)

Aichach-Friedberg · Altötting · Amberg · Amberg-Sulzbach · Ansbach (stad) · Landkreis Ansbach · Aschaffenburg (stad) · Landkreis Aschaffenburg · Augsburg (stad) · Landkreis Augsburg · Bad Kissingen · Bad Tölz-Wolfratshausen · Bamberg (stad) · Landkreis Bamberg · Bayreuth (stad) · Landkreis Bayreuth · Berchtesgadener Land · Cham · Coburg (stad) · Landkreis Coburg · Dachau · Deggendorf · Dillingen an der Donau · Dingolfing Landau · Donau-Ries · Ebersberg · Eichstätt · Erding · Erlangen · Erlangen-Höchstadt · Forchheim · Freising · Feyung-Grafenau · Fürstenfeldbruck · Fürth (stad) · Landkreis Fürth · Garmisch-Partenkirchen · Günzburg · Haßberge · Hof (stad) · Landkreis Hof · Ingolstadt · Kaufbeuren · Kelheim · Kempten im Allgäu · Kitzingen · Kronach · Kulmbach · Landsberg am Lech · Landshut (stad) · Landkreis Landshut · Lichtenfels · Lindau · Main-Spessart · Memmingen · Miesbach · Miltenberg · Mühldorf am Inn · München · Landkreis München · Neuburg-Schrobenhausen · Neumarkt in der Oberpfalz · Neurenberg · Neustadt an der Aisch-Bad Windsheim · Neustadt an der Waldnaab · Neu-Ulm · Nürnberger Land · Oberallgäu · Ostallgäu · Passau (stad) · Landkreis Passau · Pfaffenhofen an der Ilm · Regen · Regensburg (stad) · Landkreis Regensburg · Rhön-Grabfeld · Rosenheim (stad) · Landkreis Rosenheim · Roth · Rottal-Inn · Schwabach · Schwandorf · Schweinfurt (stad) · Landkreis Schweinfurt · Starnberg · Straubing · Straubing-Bogen · Tirschenreuth · Traunstein · Unterallgäu · Weiden in der Oberpfalz · Weilheim-Schongau · Weißenburg-Gunzenhausen · Wunsiedel im Fichtelgebirge · Würzburg (stad) · Landkreis Würzburg
Alteglofsheim ·
Altenthann ·
Aufhausen ·
Bach a.d.Donau ·
Barbing ·
Beratzhausen ·
Bernhardswald ·
Brennberg ·
Brunn ·
Deuerling ·
Donaustauf ·
Duggendorf ·
Hagelstadt ·
Hemau ·
Holzheim a.Forst ·
Kallmünz ·
Köfering ·
Laaber ·
Lappersdorf ·
Mintraching ·
Mötzing ·
Neutraubling ·
Nittendorf ·
Obertraubling ·
Pentling ·
Pettendorf ·
Pfakofen ·
Pfatter ·
Pielenhofen ·
Regenstauf ·
Riekofen ·
Schierling ·
Sinzing ·
Sünching ·
Tegernheim ·
Thalmassing ·
Wenzenbach ·
Wiesent ·
Wörth a.d.Donau ·
Wolfsegg ·
Zeitlarn